# 글루미 선데이 (영화)
《글루미 선데이》(영어: Gloomy Sunday)는 1999년에 개봉한 영화로 헝가리의 피아니스트 셰레시 레죄(Seress Rezső)가 1933년에 발표한 노래 글루미 선데이에 관련된 사건을 각색한 영화이다.

## KBS 성우진 (2002년 2월 3일)
- 정미숙 - 일로나(에리카 마로잔)
- 장광 - 자보(조아 킴 크롭)
- 김민석 - 안드라스(스테파노 디오니시)
- 김준 - 한스(벤 베커)
- 안종국
- 이근욱
- 이호인
- 강구한
- 김정주
- 박규웅
- 손선근
- 오수경
- 김우정